# Batalla de les illes Lerins (1635)
La batalla de les illes Lerins de 1635 fou un dels combats de la Guerra dels Trenta Anys entre els Regnes de les Espanyes i el regne de França

## Antecedents
Tot i que França era un país majoritàriament catòlic (a excepció dels hugonots, per exemple), era un rival del Sacre Imperi Romanogermànic i d'Espanya, i entrà a la guerra el 1635 al bàndol protestant. El Cardenal Richelieu, Ministre en Cap del Rei Lluís XIII de França, trobava que els Habsburg eren massa poderosos, ja que dominaven una sèrie de territoris a l'est de la frontera francesa i tenien influència sobre les Províncies Unides, de tal manera que la seva àrea d'influència envoltava França. França va atacar Oristany i les Avins.
Com que França disposava de la seva primera flota de combat que operava a l'Atlàntic només des dels anys 1560, Espanya va prendre la iniciativa en la guerra naval, en la creença que les illes Lerins podien servir com a base d'operacions per atacar la costa de Provença i evitar el tall de comunicacions marítim entre la península Ibèrica i les possessions de la corona a Itàlia.

## Batalla
Les illes foren preses en una operació amfíbia preparada des del mes de febrer per Felipe de Silva, Juan de Garay Otañez i Diego de Guzmán, el marquès de Leganés. Entre el 13 i el 15 de setembre de 1635 les tropes dirigides per Juan de Garay van prendre les illes de Sant Honorat i Santa Margarida.
Les tropes franceses que es componien de només una companyia del regiment de Cornusson en cada illa no oferiren pràcticament resistència davant la superioritat hispànica.

## Conseqüències
La flota francesa de l'Atlàntic, més nova i millor equipada es va dirigir a les illes, que foren finalment represes al maig de 1637. Les banderes espanyoles foren agafades per ser exposades a la catedral de Notre Dame on un Te Deum va celebrar la victòria francesa.